# Discursul de la Stuttgart
Discursul de la Stuttgart care se referea la "Reformularea politicii privind Germania", cunoscut și ca „Discursul speranței", în limba engleză „Restatement of Policy on Germany " sau în limba germană „Hoffnungsrede für Deutschland" (Discurs al speranței pentru Germania) a fost un celebru discurs rostit de secretarul de stat al Statelor Unite ale Americii James F. Byrnes (1882 - 1972), în data de 6 septembrie 1946 la Stuttgart.
Acest discurs a dat tonul politicii ulterioare a  Statelor Unite ale Americii vizavi de Germania, contestând politicile economice ale Planului Morgenthau și prin mesajul său de schimbare la o politică de reconstrucție economică a dat speranțe Germaniei pentru viitor.   